# Trachypoma
Trachypoma is een monotypisch geslacht van straalvinnige vissen uit de familie van zaag- of zeebaarzen (Serranidae).

## Soort
- Trachypoma macracanthus Günther, 1859